# Robert Harnau
Robert Harnau (* 1. August 1908 in Klettwitz, Kreis Calau; † 3. Februar 1977 in Rostock) war ein deutscher Politiker (SPD/SED) und Widerstandskämpfer gegen den Nationalsozialismus. Er war Vorsitzender der Bezirksparteikontrollkommission (BPKK) der SED Rostock.

## Leben
Harnau, Sohn eines Schmiedemeisters, besuchte die Volksschule. Nach der Schulentlassung arbeitete er in einer Glashütte und als Bergmann in verschiedenen Braunkohlewerken. 1929 trat er dem Arbeiter-Turn- und Sportbund und der SPD bei. Er übernahm verschiedene Parteifunktionen auf lokaler Ebene.
Nach dem Verbot der SPD am 22. Juni 1933 wurde er zwei Tage später verhaftet und in das KZ Sonnenburg verbracht. Am 19. Dezember 1933 wurde er aus der Haft entlassen. Da er sich erneut illegal politisch betätigte, wurde Harnau am 19. Oktober 1935 erneut verhaftet.
Nach sechzehnmonatiger Untersuchungshaft wurde er im Prozess „Trogisch und andere“ wegen „Vorbereitung eines hochverräterischen Unternehmens“ und auf „Verdacht des Landesverrats“ im Februar 1937 vom „Volksgerichtshof“ zu vier Jahren Zuchthaus und Ehrverlust verurteilt. Neben Harnau waren Gerhard Trogisch (Cottbus), Ernst Tschickert (Spremberg), Karl Schmellentin (Finsterwalde) und Willi Karich (Senftenberg) die Hauptangeklagten. Trogisch wurde zu lebenslanger Haft verurteilt, Karich zu acht Jahren, Tschickert zu fünf Jahren, Schmellentin – wie Harnau – zu vier Jahren Zuchthaus und Ehrverlust.
Nach Verbüßung der Haftstrafe kam Harnau jedoch nicht frei, sondern wurde am 10. November 1939 in das KZ Sachsenhausen verbracht. Am 21. April 1945 wurde er im Rahmen der Evakuierung des KZ gezwungen, am Todesmarsch Richtung Mecklenburg teilzunehmen. Noch während des Marsches wurde er am 2. Mai von der Roten Armee befreit.
1945 trat Harnau der KPD bei und wurde 1946 Mitglied der SED. Harnau amtierte als Zweiter Sekretär der SED-Kreisleitung Senftenberg und besuchte die Parteihochschule „Karl Marx“. Anschließend war er bis 1952 Mitglied der Landesparteikontrollkommission der SED in Mecklenburg und fungierte von 1952 bis 1960 als Erster Vorsitzender der BPKK in Rostock. Harnau war auch Mitglied des Sekretariats der SED-Bezirksleitung Rostock und später einfaches Mitglied der BPKK.

## Ehrungen und Auszeichnungen
- In Senftenberg wurde die Robert-Harnau-Straße nach ihm benannt.
- Zu DDR-Zeiten trug der VEB Mikroelektronik in Großräschen sowie Betriebsberufsschule des VEB Fleischwirtschaft in Rostock seinen Namen.
- 1973 wurde ihm der Vaterländische Verdienstorden in Gold verliehen.[2]